# Salman ibn Abd al-Aziz Al Su’ud

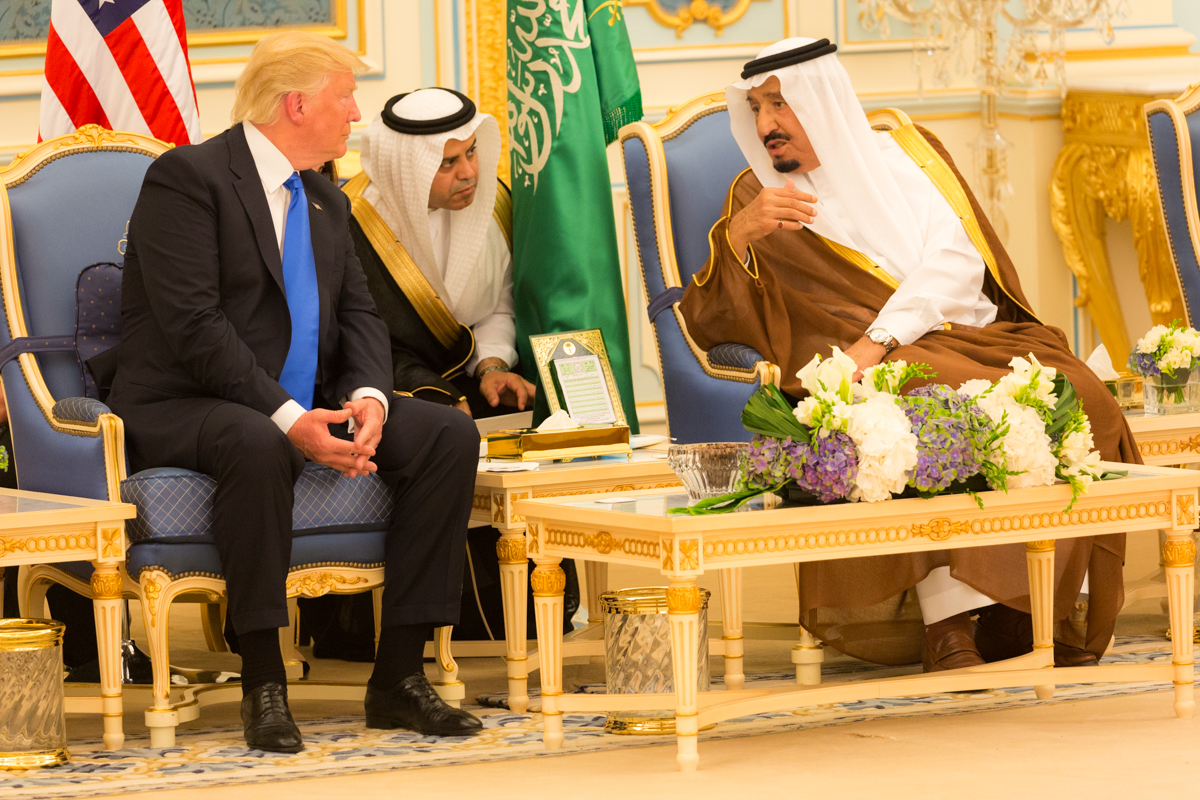
Król Salman i prezydent Stanów Zjednoczonych Donald Trump w 2017

Salman ibn Abd al-Aziz Al Su’ud (wym. [sælˈmæːn ben ˈʕæbd ælʕæˈziːz ʔæːl sæˈʕuːd]; arab. ‏‎ سلمان بن عبد العزيز آل سعود; ur. 31 grudnia 1935 w Rijadzie) – od 23 stycznia 2015 król Arabii Saudyjskiej i Strażnik Dwóch Świątyń, w latach 2012–2015 następca tronu z tytułem księcia koronnego, w latach 2011–2015 minister obrony Arabii Saudyjskiej, w latach 1963–2011 gubernator prowincji Rijad.

## Życiorys
Jest jednym z synów króla Abd al-Aziza ibn Su’uda i jednej z jego wielu żon, Hasy bint as-Sudajri. Nauki pobierał u islamskich ulemów i szejków.
W lutym 1963 r. objął urząd gubernatora prowincji Rijad. Jako gubernator przyczynił się do rozwoju Rijadu i przekształcenia miasta w nowoczesną metropolię. Podjął się również działalności dobroczynnej i charytatywnej, stanął na czele Towarzystwa Dobroczynnego w Rijadzie. Przewodniczył wielu komitetom zajmującym się niesieniem pomocy ofiarom trzęsień ziemi i powodzi w krajach muzułmańskich, w tym w Somalii, Egipcie, Bośni i Hercegowinie, Afganistanie oraz Palestynie.
18 czerwca 2012 r. został następcą tronu, zastępując zmarłego dwa dni wcześniej brata, księcia Najifa.
Wraz z rodziną jest właścicielem grupy medialnej, wydającej m.in. panarabski dziennik „Asharq Al-Awsat” oraz „Al Eqtisadiah”. Jest jednym z członków klanu Sudajri.

### Król Arabii Saudyjskiej
23 stycznia 2015, po śmierci króla Abda Allaha ibn Abda al-Aziza (swojego brata), Salman ibn Abd al-Aziz rozpoczął panowanie jako siódmy władca Arabii Saudyjskiej.
W marcu 2015 nakazał siłom saudyjskim zbombardowanie ogarniętego wojną domową Jemenu i rozpoczęcie interwencji wojskowej przeciwko tamtejszym szyitom i siłom lojalnym wobec byłego prezydenta Alego Abd Allaha Saliha.
W lipcu 2020 przeszedł udaną operację pęcherzyka żółciowego.

## Ordery i odznaczenia
- Łańcuch Orderu Isa bin Salman Al Khalifa (Bahrajn, 2016)[6]
- Łańcuch Orderu Republiki (Bangladesz, 2018)[7]
- Order Rodziny Królewskiej Korony Brunei (Brunei, 2017)[8]
- Wielka Wstęga Orderu Gwiazdy Narodowej Dżibuti (Dżibuti, 2015)[9]
- Wielka Wstęga Order Nilu (Egipt, 2016)[10]
- Wielka Wstęga Orderu Narodowego Zasługi (Gwinea, 2015)[11]
- Gwiazda Republiki Indonezji I klasy (Indonezja, 2017)[12]
- Wielka Wstęga Orderu Chryzantemy (Japonia, 2017)[13]
- Wstęga Orderu Al-Hussein bin Ali (Jordania, 2017)[14]
- Wstęga Orderu Kuwejtu (Kuwejt, 2016)[15]
- Order Obrońcy Królestwa (Malezja, 1982)[16]
- Order Korony Królestwa (Malezja, 2017)[16]
- Łańcuch Orderu Orła Azteckiego (Meksyk, 2016)[17]
- Wielka Wstęga Orderu Alawitów (Maroko, 1987)[18]
- Wstęga Orderu Muhammada (Maroko, 2016)[19]
- Order Nigru (Niger, 2015)[20]
- Order Pakistanu I klasy (Pakistan, 2015)[21]
- Wielka Wstęga Państwa Palestyńskiego (2015)[22]
- Wielka Wstęga Orderu Narodowej Zasługi (Senegal, 1999)
- Wielki Krzyż Narodowego Orderu Lwa (Senegal, 2015)[23]
- Łańcuch Orderu Republiki (Sierra Leone, 2017)[24]
- Wielki Krzyż Orderu Dobrej Nadziei (Południowa Afryka, 2016)[25]
- Wielki Krzyż Orderu Zasługi Cywilnej (Hiszpania)
- Wielka Wstęga Orderu Republiki (Tunezja, 2019)[26]
- Łańcuch Orderu Państwa Republiki Tureckiej (Turcja, 2016)[27]
- Wielka Wstęga Orderu Republiki (Jemen, 2001)
- Wstęga Orderu Zayed (Zjednoczone Emiraty Arabskie, 2016)[28]
- Order Księcia Jarosława Mądrego I klasy (Ukraina, 2017)[29]